# 羊羔肉
羊羔肉，回族食品，由著名的靖远小羊羔作主料，辅以乾辣椒、红薯粉条及少量蔬菜，烧制而成。羊肉极嫩。主食为白皮面，加羊肉汤汁。